# Waterballastbaan

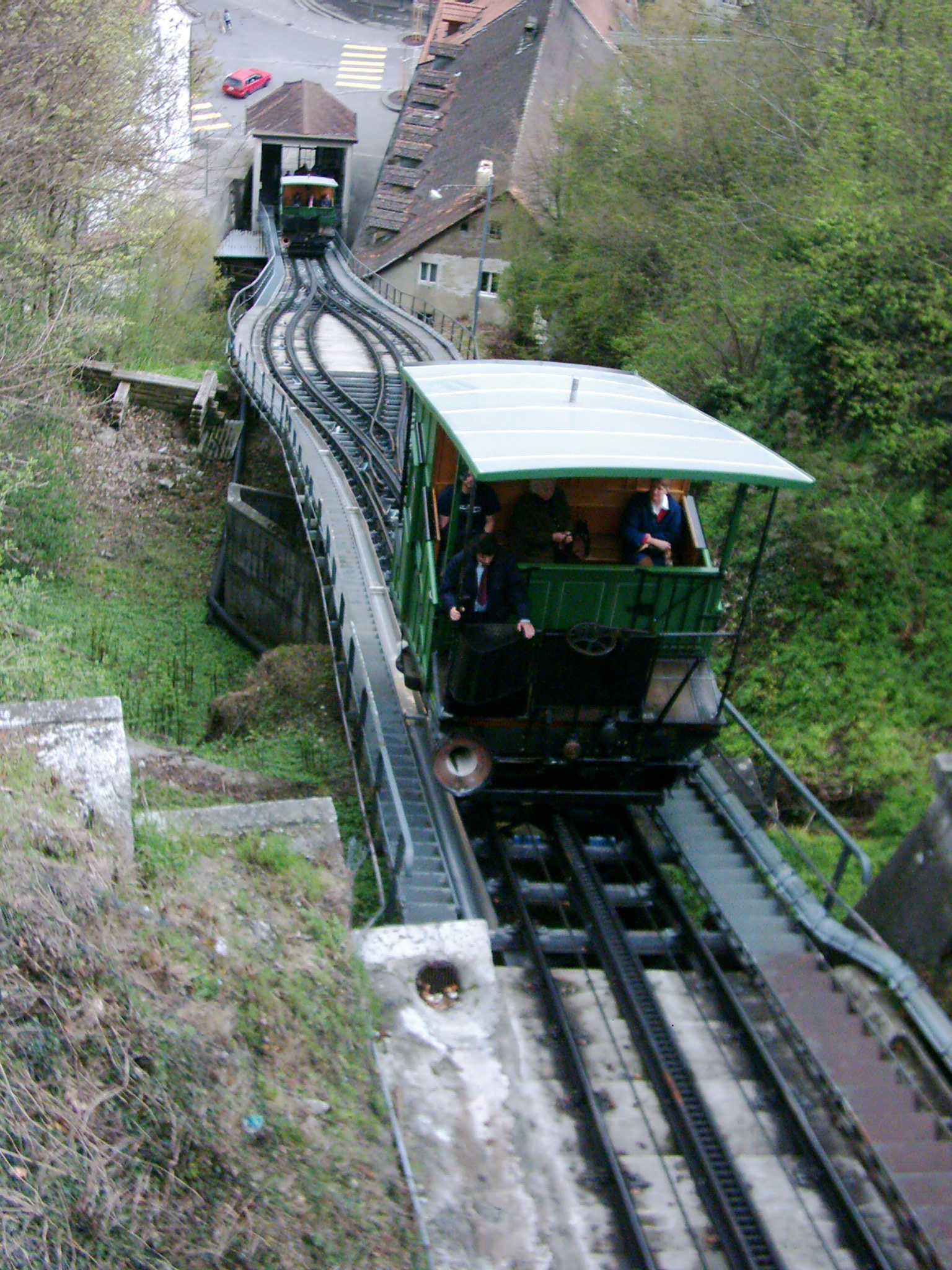
Waterballastbaan in Fribourg, Zwitserland

Een waterballastbaan is een kabeltrein zonder elektrische aandrijving. Uitvinder van deze vorm van vervoer is Niklaus Riggenbach, die eveneens bekend is van het naar hem genoemde aandrijvingstype voor tandradspoorwegen.

## Werking
De eerste kabeltreinen werden door waterballast aangedreven. Hierbij is in beide voertuigen een watertank aangebracht. Bij het onderste voertuig wordt de tank geleegd, bij het bovenste voertuig wordt de tank met water gevuld. De hoeveelheid water wordt berekend aan de hand van het aantal reizigers dat naar boven en beneden gaat en bedraagt soms wel 80 liter per reiziger. De dalende trein trekt vervolgens de stijgende omhoog.
Een uitzondering op dit algemene principe wordt gevormd door de waterballastbaan van Lynton & Lynmouth. Hierbij zijn beide tanks gevuld, en wordt aandrijving verkregen door een van beide tanks onderweg leeg te laten lopen. Bij deze baan verloopt het vullen relatief gemakkelijk doordat water uit de rivier West Lyn kan worden opgenomen.
Het vullen van de tank van een waterballastbaan duurde vaak erg lang. Daarnaast was vervoer in de winter niet mogelijk wegens ijsvorming. Daarom zijn de meeste waterballastbanen omgebouwd naar elektrische aandrijving. Slechts enkele banen zijn blijven bestaan.

## Galerij

Abt-wissel
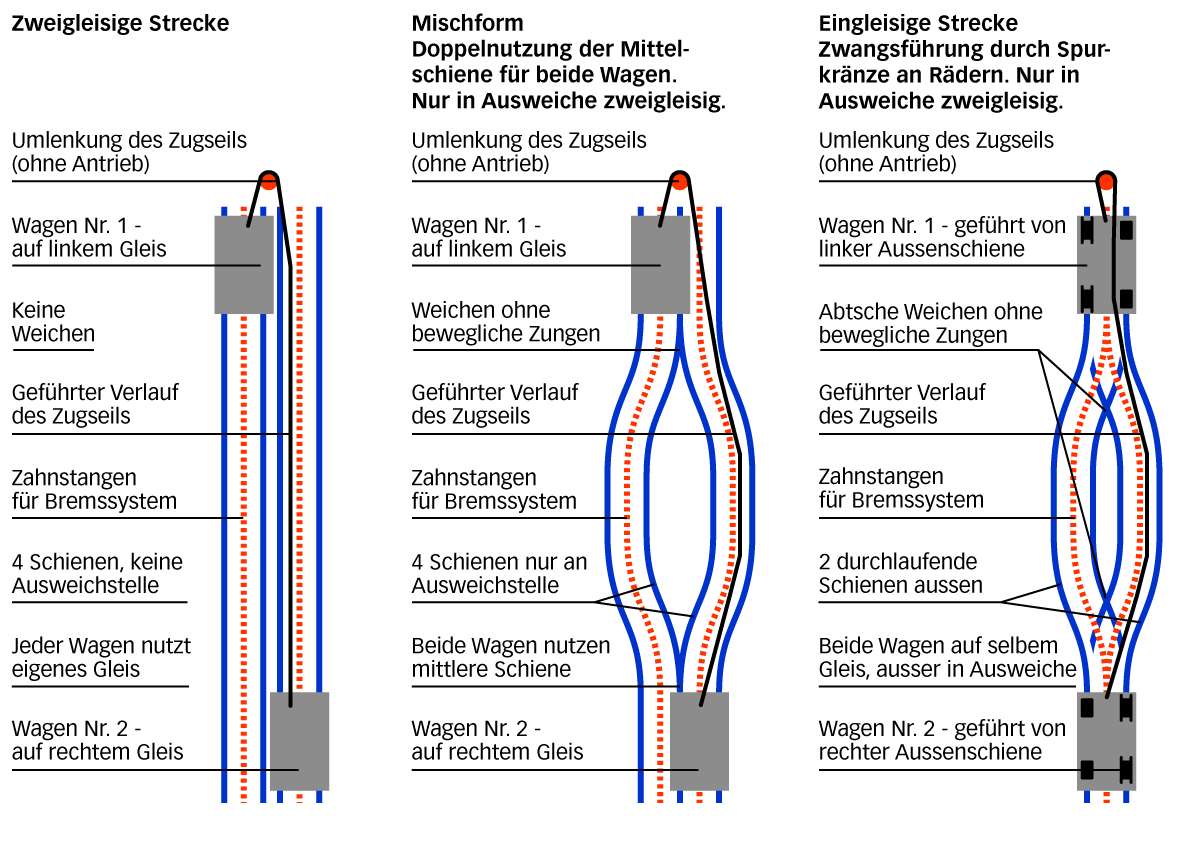
Schematische voorstelling van waterballastbanen. Voorbeelden van drie basistypen zijn: de Malbergbahn [de] in Bad Ems, Duitsland, - gesloten (links), de Nerobergbahn in Wiesbaden, Duitsland (midden) en de Funiculaire de Fribourg [fr] in Freiburg, Zwitserland (rechts).
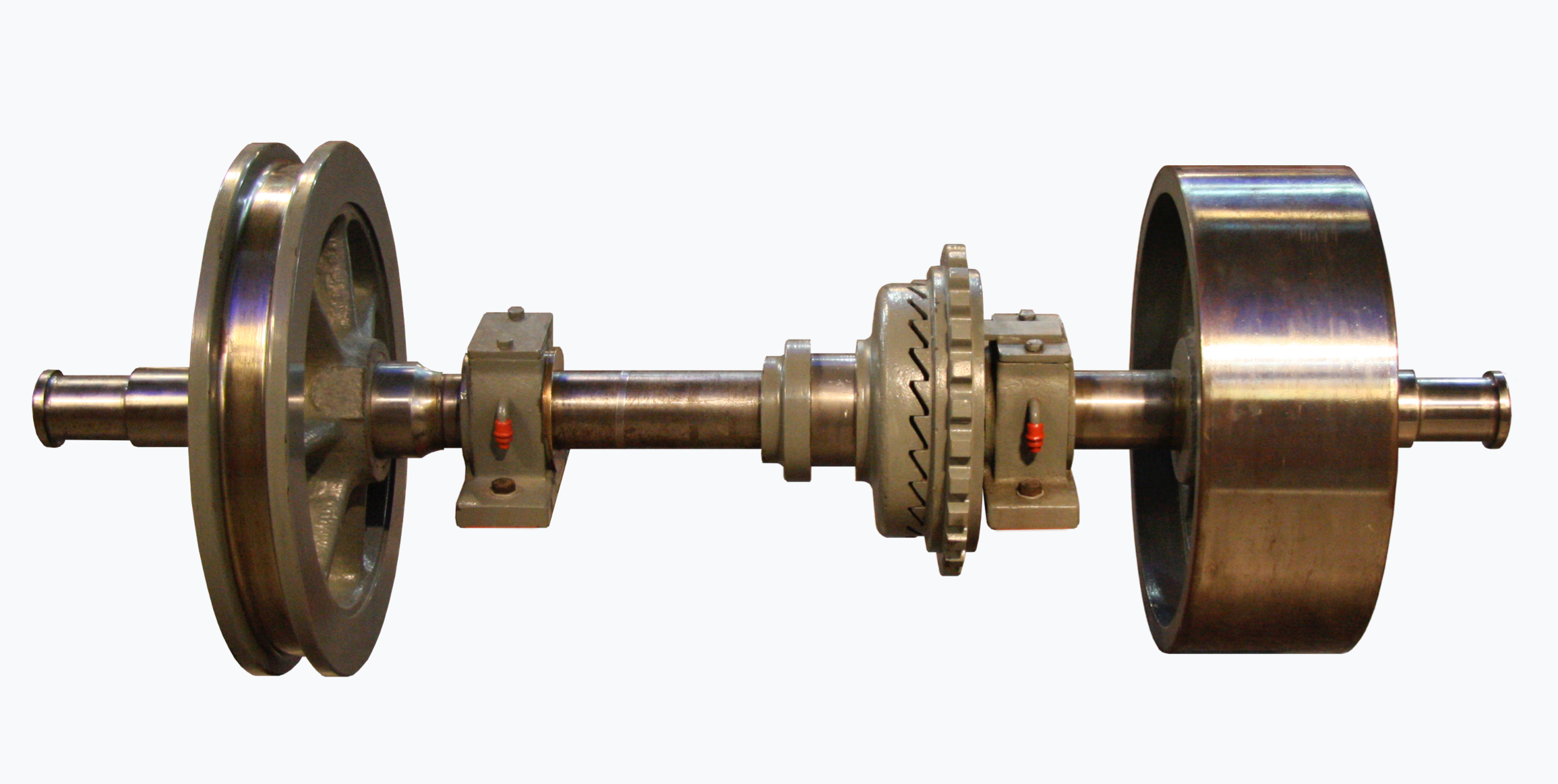
Wielstel van een tweesporige kabelbaan met het Abt wisselaandrijvingssysteem
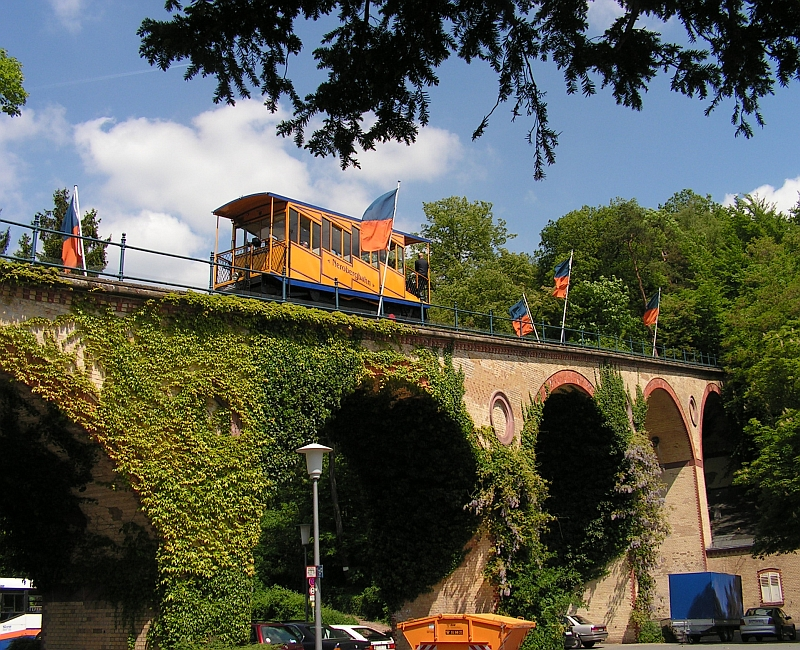
Nerobergbahn in Wiesbaden (1907)

## Lijst van waterballastbanen

### Huidige
- Elevador do Bom Jesus (Braga, Portugal; geopend in 1882)
- Nerobergbahn (Wiesbaden, Duitsland; geopend in 1888)
- Lynton-Lynmouth Cliff Railway (tussen Lynton en Lynmouth in Devon, Verenigd Koninkrijk; geopend in 1890)
- Funiculaire Neuveville-St.Pierre (Fribourg, Zwitserland; geopend in 1899)

### Voormalige
- Funiculaire de Montmartre (Parijs; geopend in 1891, gesloten in 1931)
- Malbergbahn (Bad Ems; geopend in 1888, gesloten in 1979)